# 莫德拉天文台
莫德拉天文台全稱夸美紐斯大學天文與地球物理觀測台，是斯洛伐克一座位於莫德拉的天文台，由布拉迪斯拉发夸美纽斯大学擁有及管理。該天文台的研究方向是由夸美紐斯大學數學、物理和資訊學院轄下的天文、地球與氣象物理學系主導。
小行星11118由莫德拉天文台發現，並以所在城市莫德拉命名。

## 概況
莫德拉天文台位於斯洛伐克城鎮莫德拉附近的小喀爾巴阡山脈，面積3.5公頃，周圍被水青岡屬的森林包圍，座落在中三疊紀石英質基岩上。該天文台可經由旅遊小徑或 Zochova chata 旅館的私人柏油路到達。天文台主建築所包含的圓頂內有搭載CCD相機的口徑0.6米的蔡司望遠鏡和搭載H-α濾鏡的太陽折射望遠鏡。在步行距離內有一些內有科學設備的建築物，例如量測地磁场的亭、裝設有地震儀的房間、太陽望遠鏡圓頂、舒曼共振紀錄設備圓頂，以及對流星拍攝和錄影的偵測裝置。另外，較高處的建築物頂部直徑5米圓頂內設有教育用途的望遠鏡、GPS 訊號紀錄裝備，以及屬於波隆納－萊切－莫德拉散射流星雷達網路（收發器－接收器－接收器）。位於水池邊的較低處建築物則設有一個為訪客開放的小型會議中心和住宿設施。1988年該天文台連續性的天氣和氣象觀測設施完成，並且這些氣象資料提供了當地獨特和連續性的氣候紀錄。該天文台未來的發展計畫中將建立露天劇場。

## 教學與研究
做為夸美紐斯大學的一部分，莫德拉天文台對該校的學生提供研究機會，並且該台工作人員也可進行碩士和博士論文指導。莫德拉天文台的研究主要是著重在行星際物質，並且已發現包含兩個近地天體2005 GB34和2008 UW5在內的超過160顆小行星。該天文台的觀測時間主要是分配給小行星和彗星測光與天體測量。並且莫德拉天文台進行了斯洛伐克境內首次太陽系外行星凌星觀測。太陽物理學家並且使用該天文台太陽望遠鏡的H-α濾鏡觀測日珥和太陽色球。
莫德拉天文台是歐洲火流星網路的成員之一，並且自行開發了流星錄影監測網路。除了全天望遠鏡攝影之外，搭載魚眼鏡頭的全天空辦自動流星偵測設備也裝設於莫德拉天文台和兹拉特－莫拉夫采（Tesárske Mlyňany）附近。除了流星監測以外，實時全天空攝影機也可以監測其他現象，例如高層大氣的紅電光閃靈。

## 圖集

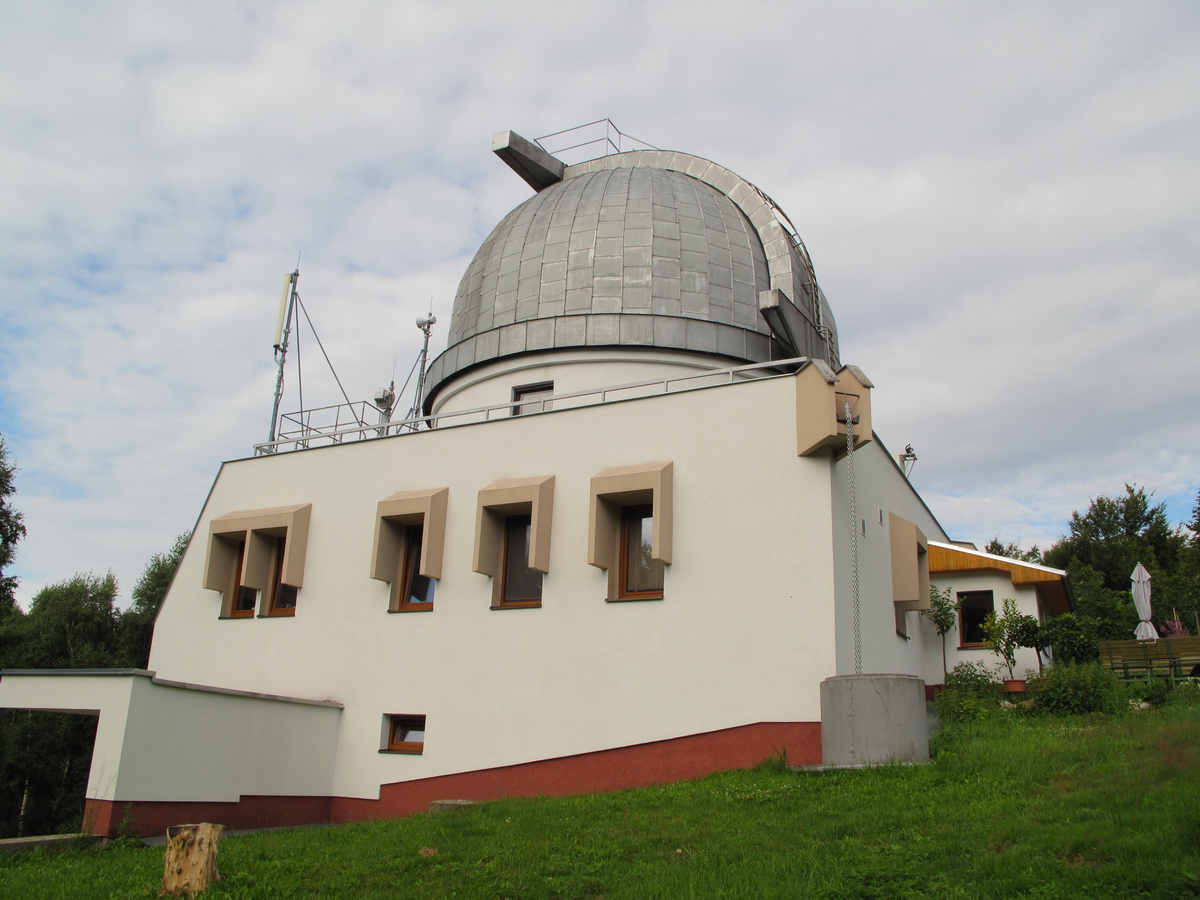
莫德拉天文台主控制室與行政中心。
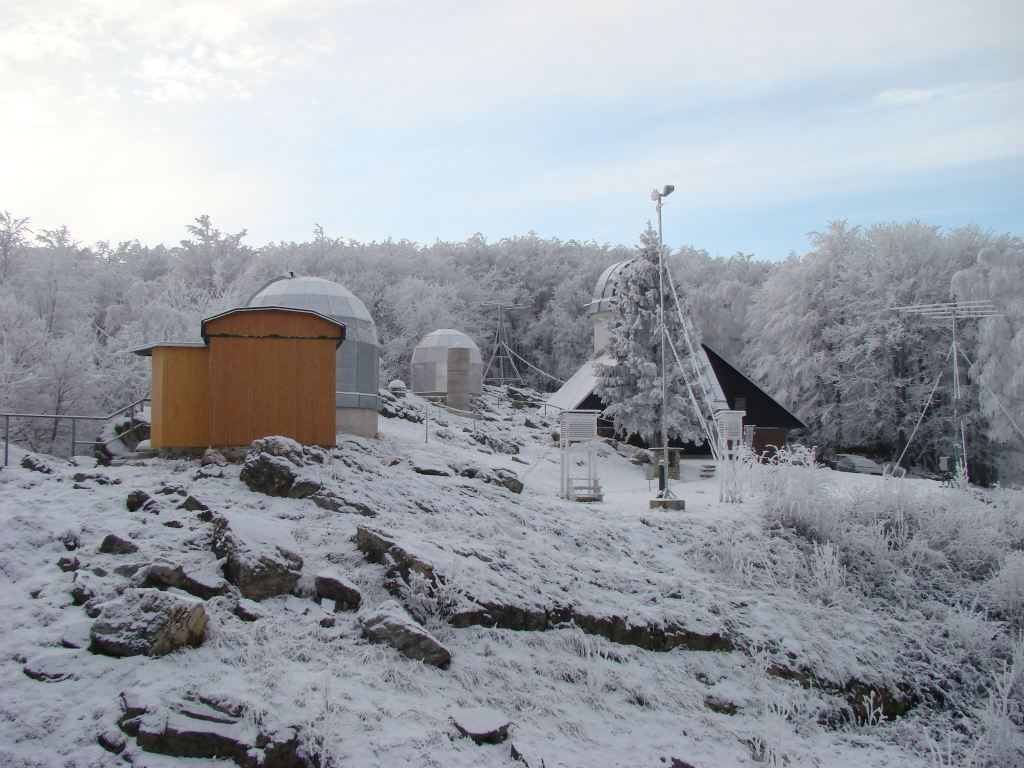
冬季的莫德拉天文台。
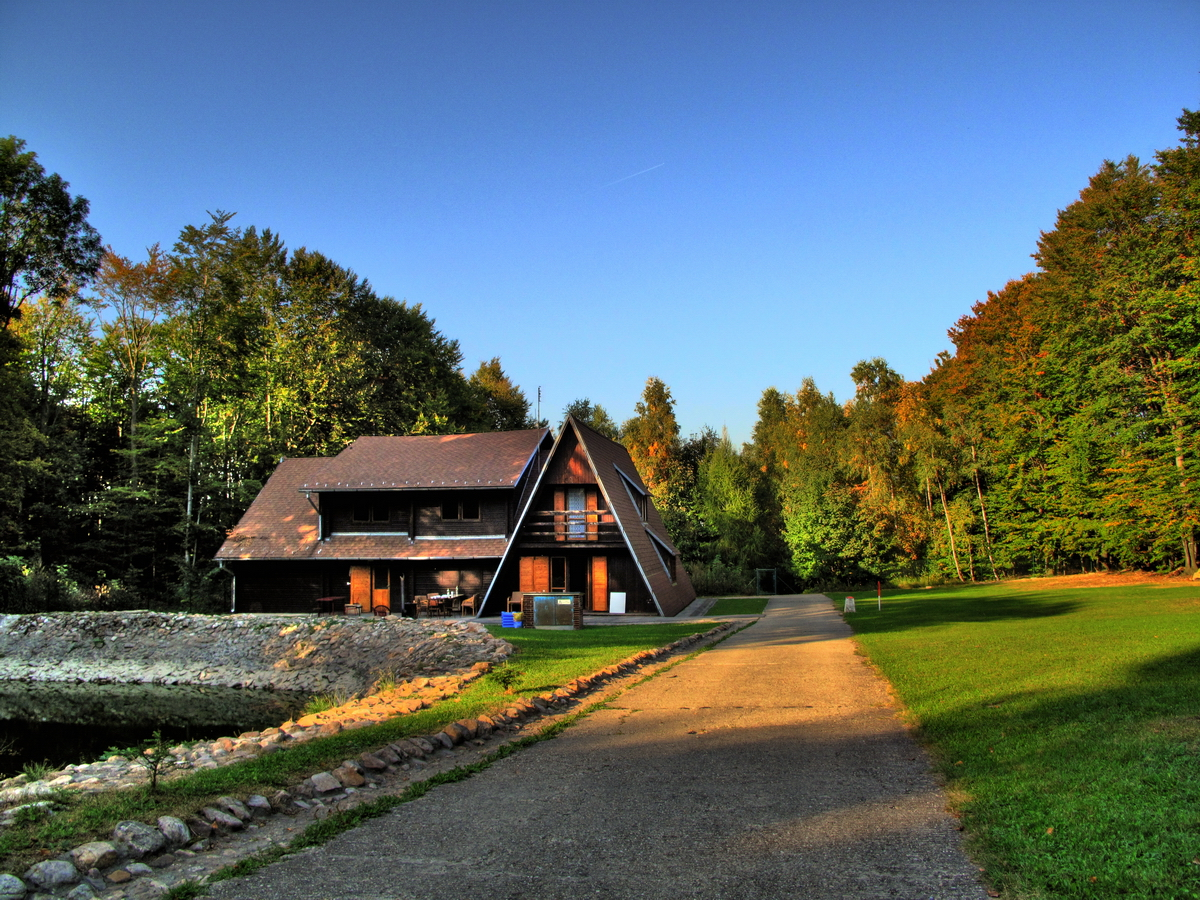
莫德拉天文台內的低層建築。
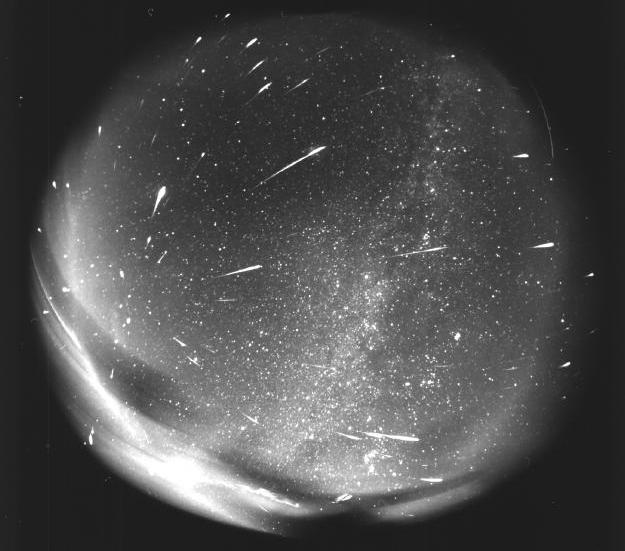
莫德拉天文台拍攝的獅子座流星雨，可見攝影乾板上的火流星。
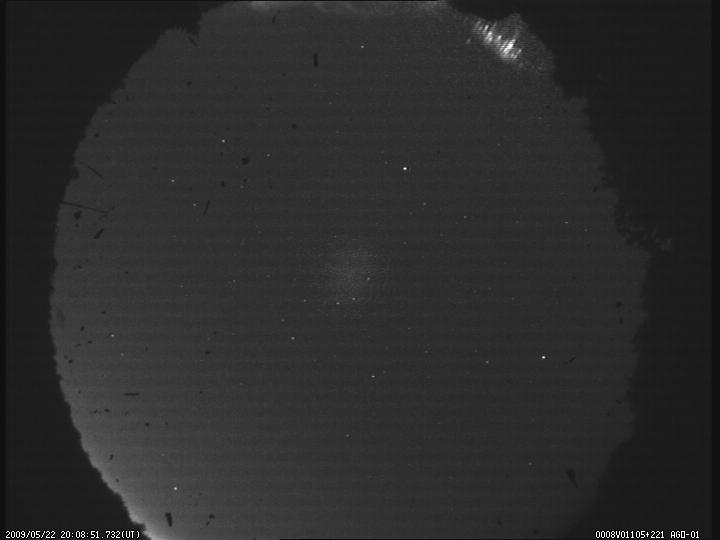
莫德拉天文台拍攝在地平線上的紅電光閃靈。
莫德拉天文台拍攝的太陽活躍區域。
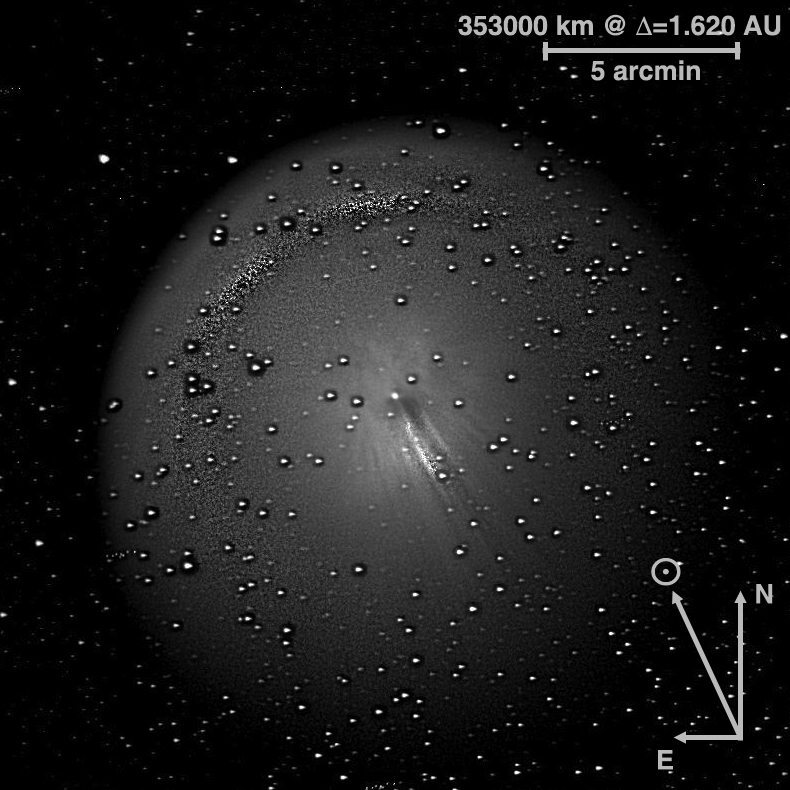
莫德拉天文台拍攝的霍姆斯彗星。
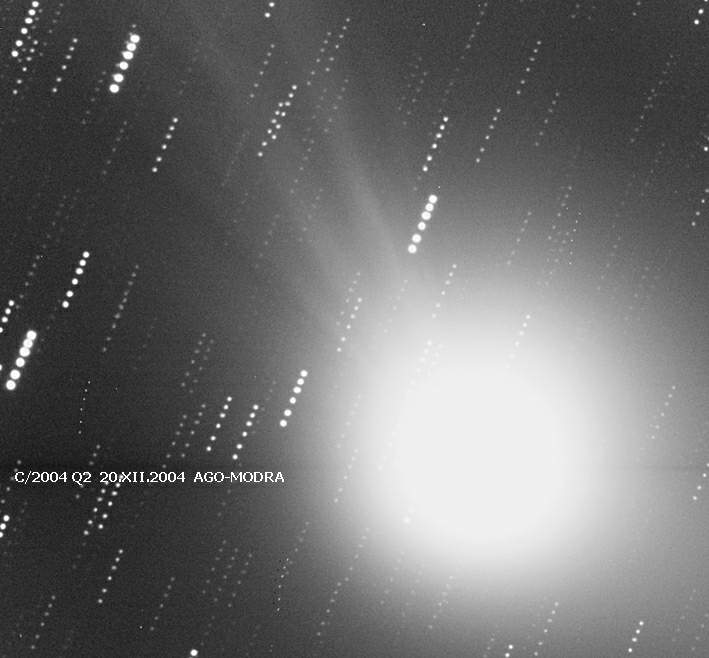
莫德拉天文台拍攝的梅克賀茲彗星（英语：Comet Machholz）。
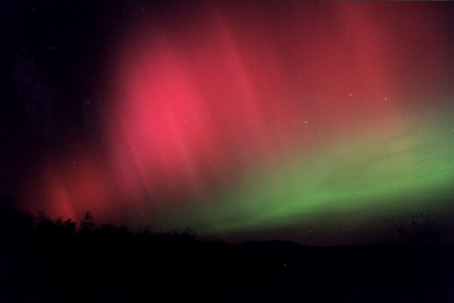
在莫德拉天文台上空的北極光。
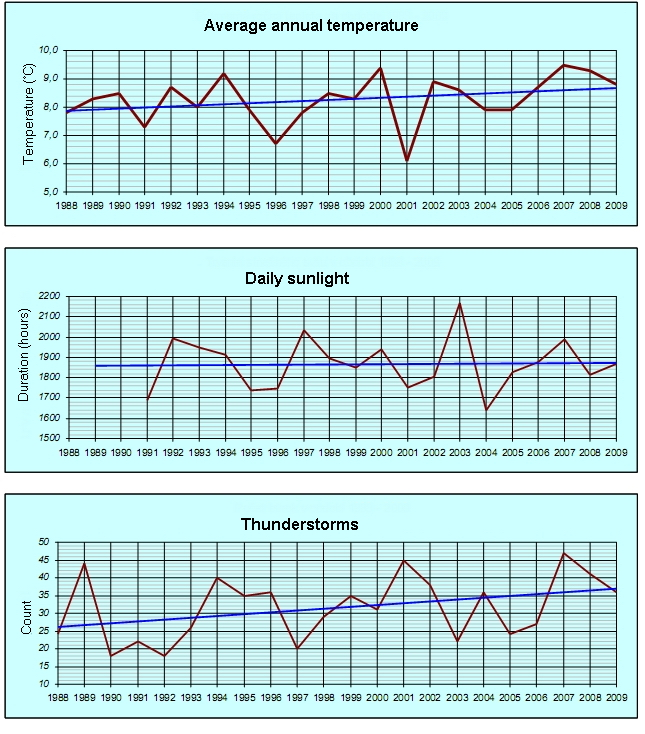
天文台址氣象紀錄

## 外部連結
- Astronomical and Geophysical Observatory in Modra （页面存档备份，存于）
- Department of Astronomy, Physics of the Earth and Meteorology, Comenius University